# Канадська національна залізниця
Канадська національна залізниця (англ. Canadian National Railway Company (CN), фр. Compagnie des chemins de fer nationaux du Canada) (TSX: CNR
, NYSE: CNI) — найбільша Канадська залізниця, заснована в 1918; штаб-квартира в місті Монреаль, Квебек, гасло "Залізниця Північної Америки".
Загальна довжина залізничних шляхів: 32 831 км. Мережа залізниць у Канаді сягає від Атлантичного узбережжі Нової Шотландії по узбережжі Тихого океану Британська Колумбія, у США — по річка Міссісіпі від району Великих озер до Мексиканської затоки.
Масштабну розбудову залізниці на рубежі 19-20 століття впроваджував інженер Джеймс Росс.
Нині корпорація є в списках Фондової біржі Торонта та Нью-Йоркської Фондової біржі. Процес продажу державної власності Канадської народної залізниці закінчився в 1995 році. Ринкова капіталізація станом на 2011 рік — $30,7 млрд, кількість працівників — 22 000.

## Посилання

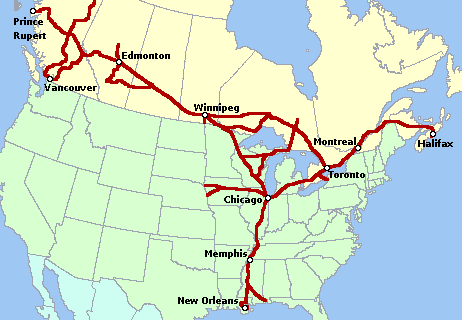

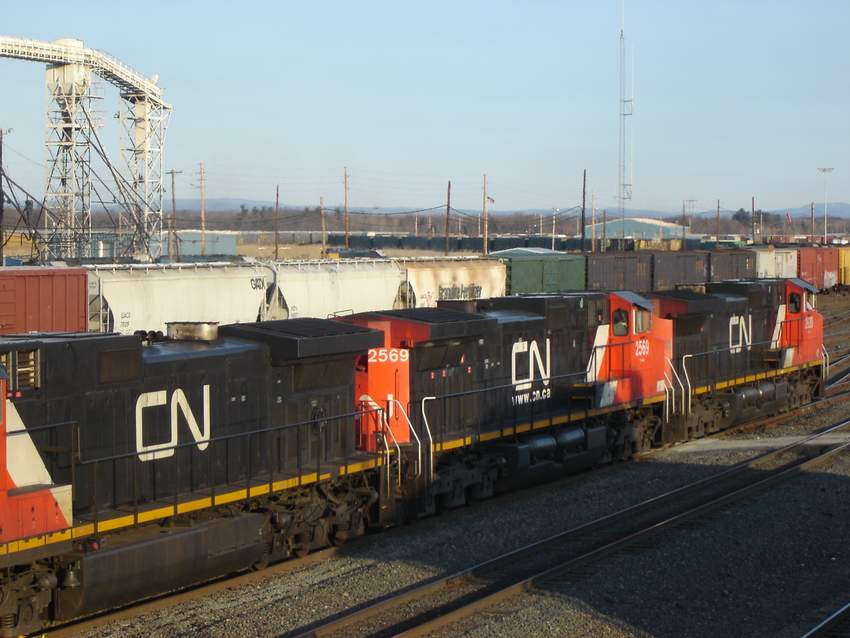

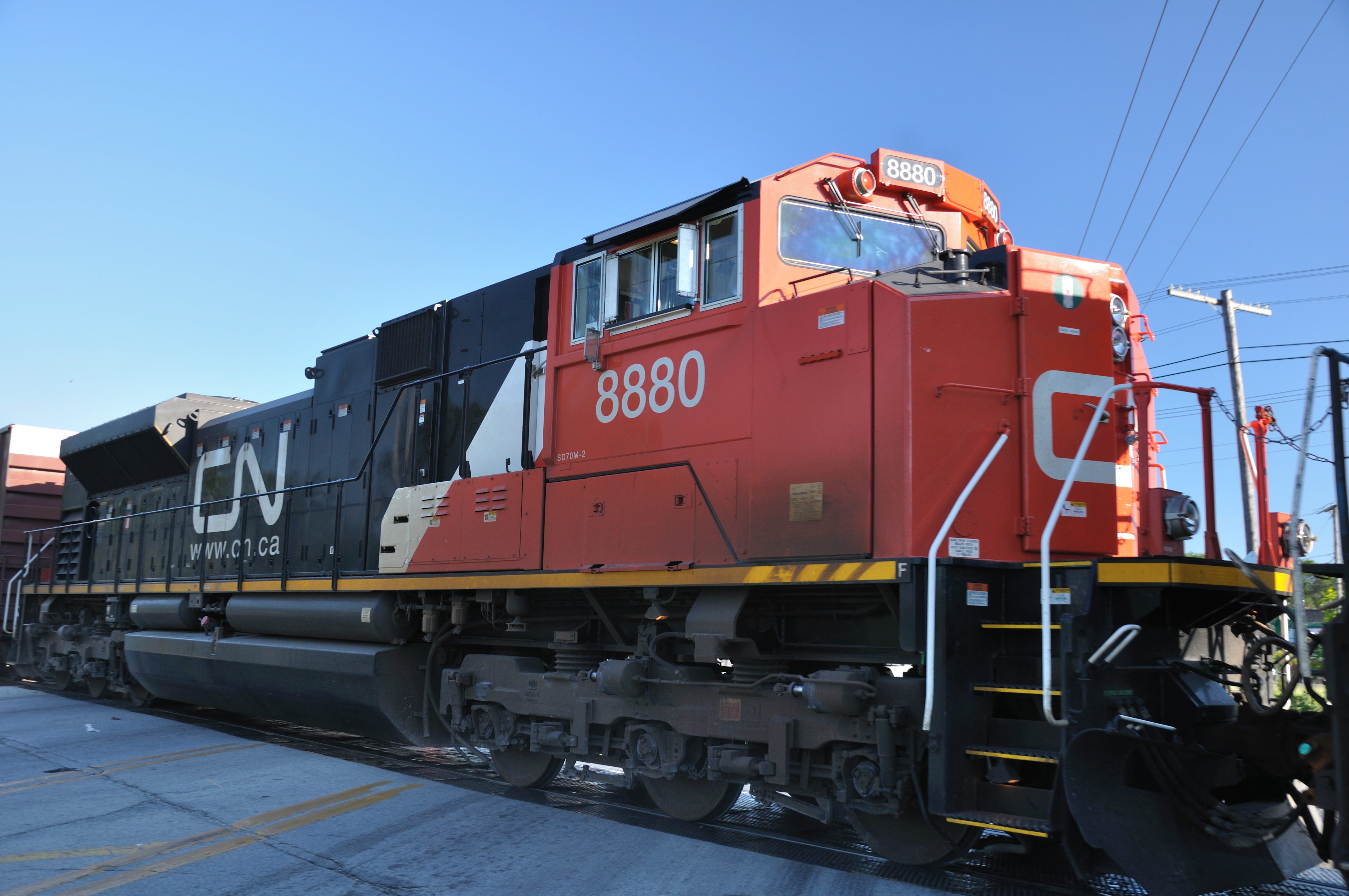